# Childerico II
Childerico II (653 circa – foresta di Lognes presso Chelles, autunno 675) è stato un re franco della dinastia dei merovingi: regnò dapprima sull'Austrasia dal 662 e con l'acquisizione della Neustria e Borgogna, nel 673, per due anni, fu il re di tutti i Franchi.

## Origini
Era il terzogenito del re dei Franchi Sali della dinastia merovingia, Clodoveo II e, secondo il continuatore anonimo del cronista Fredegario, della moglie, Batilde, una donna di origine straniera (nella Vita Sanctæ Balthildis è definita di origine sassone).

## Biografia
Alla morte del padre (657 circa), tutti i regni franchi erano andati al primogenito, Clotario III, ma nel 662, dopo la morte di Childeberto, detto l'Adottato, il Maggiordomo di palazzo Ebroino, costretto a cedere alle rivendicazioni autonomiste dell'aristocrazia austrasiana, guidata dal maggiordomo di palazzo di Austrasia, Wulfoaldo, aveva elevato al trono a Childerico II, fratello minore di Clotario III.
Childerico II fu considerato come un figlio da Inechilde, la vedova di Sigeberto III, che aveva regnato in Austrasia sino al 656.
Inechilde, che aveva perso il proprio figlio, Dagoberto, che era stato esiliato e chiuso in convento, gli diede in moglie la propria figlia, Bilichilde.
Approfittando dei disordini seguiti alla morte di Clotario III (il nuovo re imposto da Ebroino, Teodorico III, non godeva dell'appoggio dei sudditi), nel 673 Childerico II invase la Neustria, depose Teodorico III e dopo, aver tonsurato sia lui che Ebroino, li inviò nel monastero di Luxovio, in Burgundia. e divenne sovrano di tutti i regni franchi, elevando Wulfoaldo a maggiordomo di tutti i regni dei Franchi. 
Nel 675, Childerico II fece legare e frustare un nobile neutriano: questo fatto era considerato un crimine inaudito non solo da parte della famiglia della vittima, ma anche dell'intera nobiltà neustriana, la quale vide in questo gesto un attacco nei loro confronti. Essa quindi, secondo il Chronicon Moissiacense, si sollevò contro il sovrano, che fu ucciso insieme alla moglie Bilichilde, che era incinta: Childerico fu privato del regno e della vita, insieme con la moglie, Bilichilde ed il figlio Dagoberto dalla sue infide guardie del corpo Amalberto e Ingolberto, assieme a Bodilone e Lupo, come riporta la Ex vita S. Lamberti episcopi lugdunensis. Wulfoaldo, invece, riuscì a rientrare in Austrasia.
La coppia reale fu sepolta nella chiesa dell'abbazia di San Vincenzo (oggi Saint-Germain-des-Prés), presso Parigi.
Dopo la sua morte, sul trono di Neustria tornò Teodorico III, mentre il suo figlioletto Chilperico venne rinchiuso in un monastero (ne uscirà nel 715, chiamato sul trono di Neustria dopo la morte di Dagoberto III). Dato che, in quel momento, in Austrasia non c'era alcun re si ebbe il rientro in Austrasia del fratello di Bilichilde, Dagoberto, tra la fine del 675 e l'inizio del 676, che divenne così re dei franchi di Austrasia.

## Discendenza
Childerico II da Bilichilde ebbe due figli:
- Dagoberto (?-675), che fu ucciso assieme ai genitori[12] e fu sepolto con loro nella chiesa dell'abbazia di San Vincenzo (oggi Saint-Germain-des-Prés), presso Parigi[4]
- Chilperico (?-721), che fu re dei Franchi d'Austrasia, dopo essere stato chierico col nome di Daniele, come riportano gli Annales Mettenses[15]
- figlia di cui non si conosce il nome, citata nella Vita Nivardi Episcopi Remensis (filiam Childerici II)[16].

## Ascendenza
|               |   |            | Genitori            |  |  | Nonni |  |  | Bisnonni    |  |  | Trisnonni    |  |
|               |   |            |                     |  |  |       |  |  | Clotario II |  |  | Chilperico I |  |
|               |   |            |                     |  |  |       |  |  | Clotario II |  |  | Chilperico I |  |
|               |   | Fredegonda |                     |  |  |       |  |  | Clotario II |  |  |              |  |
| Dagoberto I   |   |            |                     |  |  |       |  |  | Clotario II |  |  |              |  |
|               |   | Bertrude   | Ricomero ?          |  |  |       |  |  |             |  |  |              |  |
|               |   | Bertrude   | Ricomero ?          |  |  |       |  |  |             |  |  |              |  |
|               |   | Bertrude   | Gertrude di Hamage? |  |  |       |  |  |             |  |  |              |  |
| Clodoveo II   |   | Bertrude   |                     |  |  |       |  |  |             |  |  |              |  |
|               |   | …          | …                   |  |  |       |  |  |             |  |  |              |  |
|               |   | …          | …                   |  |  |       |  |  |             |  |  |              |  |
|               |   | …          | …                   |  |  |       |  |  |             |  |  |              |  |
| Nantechilde   |   | …          |                     |  |  |       |  |  |             |  |  |              |  |
|               |   | …          | …                   |  |  |       |  |  |             |  |  |              |  |
|               |   | …          | …                   |  |  |       |  |  |             |  |  |              |  |
|               |   | …          | …                   |  |  |       |  |  |             |  |  |              |  |
| Childerico II |   | …          |                     |  |  |       |  |  |             |  |  |              |  |
|               | … | …          |                     |  |  |       |  |  |             |  |  |              |  |
|               | … | …          |                     |  |  |       |  |  |             |  |  |              |  |
|               | … | …          |                     |  |  |       |  |  |             |  |  |              |  |
| …             | … |            |                     |  |  |       |  |  |             |  |  |              |  |
|               |   | …          | …                   |  |  |       |  |  |             |  |  |              |  |
|               |   | …          | …                   |  |  |       |  |  |             |  |  |              |  |
|               |   | …          | …                   |  |  |       |  |  |             |  |  |              |  |
| Batilde       |   | …          |                     |  |  |       |  |  |             |  |  |              |  |
|               |   | …          | …                   |  |  |       |  |  |             |  |  |              |  |
|               |   | …          | …                   |  |  |       |  |  |             |  |  |              |  |
|               |   | …          | …                   |  |  |       |  |  |             |  |  |              |  |
| …             |   | …          |                     |  |  |       |  |  |             |  |  |              |  |
|               |   | …          | …                   |  |  |       |  |  |             |  |  |              |  |
|               |   | …          | …                   |  |  |       |  |  |             |  |  |              |  |
|               |   | …          | …                   |  |  |       |  |  |             |  |  |              |  |
|               |   | …          |                     |  |  |       |  |  |             |  |  |              |  |

### Fonti primarie
- (LA)  Fredegario, FREDEGARII SCHOLASTICI CHRONICUM CUM SUIS CONTINUATORIBUS, SIVE APPENDIX AD SANCTI GREGORII EPISCOPI TURONENSIS HISTORIAM FRANCORUM.
- (LA)  Annales Marbacenses.
- (LA)  Monumenta Germaniae historica, Scriptores (in Folio) SS 1.
- (LA)  Monumenta Germaniae historica, criptores rerum Merovingicarum (SS rer. Merov. V).
- (LA)  Rerum Gallicarum et Francicarum Scriptores, tomus tertius.

### Letteratura storiografica
- Christian Pfister, La Gallia sotto i Franchi merovingi. Vicende storiche, in Storia del mondo medievale - Vol. I, Cambridge, Cambridge University Press, 1978,  pp. 688-711.